# Kareius bicoloratus
Kareius bicoloratus är en fiskart som först beskrevs av Basilewsky, 1855.  Kareius bicoloratus ingår i släktet Kareius och familjen flundrefiskar. Inga underarter finns listade i Catalogue of Life.